# Komuna e Tunjës
Komuna e Tunjës är en kommun i Albanien.   Den ligger i prefekturen Qarku i Elbasanit, i den centrala delen av landet, 60 km söder om huvudstaden Tirana.
```
Runt Komuna e Tunjës är det ganska tätbefolkat, med 
160
 invånare per kvadratkilometer.
[
2
]
```